# فایرچت
فایرچت (به انگلیسی: FireChat) نرم‌افزار کاربردی است که توسط شرکت اوپن گاردن برای گوشی‌های هوشمند ساخته و طراحی شده است. این برنامه همتا به همتا با استفاده از شبکه بی‌سیم مش، تلفن هوشمند را قادر می‌سازد بدون اتصال به اینترنت از طریق بلوتوث، وای-فای و Multipeer Connectivity Framework گوشی اپل با دیگر تلفن‌هایی که برنامه را نصب کرده‌اند تماس داشته باشد.

## پیشینه
این برنامه در مارس ۲۰۱۴ ابتدا برای سیستم‌عامل آی‌اواس آیفون طراحی شده بود، سپس در ۳ آوریل ۲۰۱۴ برای سیستم‌عامل اندروید هم قابل استفاده گردید.

## کاربرد
از این برنامه کاربران زیادی در عراق و ایران استفاده می‌کنند. در تظاهرات دموکراسی خواهی که در مرکز هنگ کنگ در اکتبر ۲۰۱۴ برگزار گردید، بیش از ۱۰۰۰۰۰ نفر از این نرم‌افزار در ۲۴ ساعت استفاده می‌کردند.
همین‌طور در سال ۲۰۱۴ که دولت عراق به محدود کردن و فیلتر اینترنت اقدام کرد مورد توجه قرار گرفت.
همچنین فایرچت در سال ۲۰۱۵ در تظاهرات اکوادور ۲۰۱۵ توسط معترضان استفاده شد. در ۱۱ سپتامبر ۲۰۱۵ در جریان تظاهرات طرفدار استقلال به نام راه آزاد به جمهوری کاتالان، فایرچت ۱۳۱,۰۰۰ بار مورد استفاده قرار گرفت.

## امنیت
از ژوئیه ۲۰۱۵، فایرچت ادعا می‌کند برای داشتن پیغام‌های خصوصی، همه پیغام‌ها رمزگذاری می‌شوند.